# Lékabi
La rivière Lékabi est un fleuve du Gabon. Il s'agit de l'un des affluents de l'Ogooué,.